# الدوري الإفريقي 2023
الدوري الإفريقي 2023 هي النسخة الأولى من البطولة الإفريقية الجديدة للأندية، الدوري الإفريقي، التي ينظمها الاتحاد الإفريقي لكرة القدم.
اعتُبِر هذا الموسم بمثابة بطولة تمهيدية للنسخة الكاملة، والتي ستبدأ في موسم 2024–25، بعد تأجيلها لمدة عام.
تُوّج ماميلودي صن داونز باللقب بعد فوزه على الوداد الرياضي المغربي بنتيجة 3-2 في مجموع مباراتي النهائي.

## خلفية
المسابقة، التي تم الإعلان عنها في البداية سنة 2022 باسم الدوري الإفريقي الممتاز، كان من المقرر أن تضم 24 فريقًا مقسمة إلى ثلاث مناطق جغرافية ولها نظام الصعود والهبوط. تم تأجيل المسابقة من أغسطس إلى أكتوبر 2023، وتمت إعادة تسميتها إلى الدوري الإفريقي لكرة القدم، وتم تعديلها إلى نظام خروج المغلوب من ثمانية فرق لموسمها الافتتاحي. من المفترض أن يكون هذا الموسم بمثابة تمهيد، على أن تنطلق النسخة الكاملة بدءًا من موسم 2024-2025.

## الجدول
جدول المسابقة على النحو التالي:
| المرحلة     | تاريخ القرعة  | مباراة الذهاب       | مباراة الإياب       |
| ----------- | ------------- | ------------------- | ------------------- |
| ربع النهائي | 2 سبتمبر 2023 | 20 - 22 أكتوبر 2023 | 24 - 25 أكتوبر 2023 |
| نصف النهائي | 2 سبتمبر 2023 | 29 أكتوبر 2023      | 1 نوفمبر 2023       |
| النهائي     | 2 سبتمبر 2023 | 5 نوفمبر 2023       | 11 نوفمبر 2023      |

## النظام
ستلعب كل مواجهة بنظام الذهاب والإياب، حيث يلعب كل فريق على أرضه ثم خارجها. إذا كانت النتيجة الإجمالية متساوية، يتم تطبيق قاعدة الأهداف خارج الأرض، أي أن الفريق الذي سجل أكبر عدد من الأهداف خارج المنزل خلال مباراتي الذهاب والإياب يتأهل. إذا كانت الأهداف خارج الأرض متساوية أيضًا، فلن يتم لعب الوقت الإضافي وسيتم تحديد الفائز عبر ركلات الترجيح.

## الفرق
| الوعاء 1                                                                      | الوعاء 2                                          |
| ----------------------------------------------------------------------------- | ------------------------------------------------- |
| - النادي الأهلي - الوداد الرياضي - ماميلودي صن داونز - الترجي الرياضي التونسي | - بترو إتليتيكو - تي بي مازيمبي - إنييمبا - سيمبا |

## المسار
سيحدد مسار البطولة عند إقامة القرعة، والتي سيتم إجرائها يوم 2 سبتمبر 2023 على الساعة 16:00 بتوقيت غرينيتش (19:00 حسب التوقيت المحلي، ت ع م+03:00)، في مقر الاتحاد الإفريقي بالقاهرة، مصر.
|  | ربع النهائي       | ربع النهائي       | ربع النهائي       | ربع النهائي       |   |       | نصف النهائي       | نصف النهائي       | نصف النهائي | نصف النهائي |       |  | النهائي | النهائي | النهائي | النهائي |   |   |   |
|  |                   |                   |                   |                   |   |       |                   |                   |             |             |       |  |         |         |         |         |   |   |   |
|  | بترو إتليتيكو     | بترو إتليتيكو     | 0                 | 0                 | 0 |       |                   |                   |             |             |       |  |         |         |         |         |   |   |   |
|  | ماميلودي صن داونز | ماميلودي صن داونز | 2                 | 0                 | 2 |       |                   |                   |             |             |       |  |         |         |         |         |   |   |   |
|  | ماميلودي صن داونز | ماميلودي صن داونز | 2                 | 0                 | 2 |       | ماميلودي صن داونز | ماميلودي صن داونز | 1           | 0           | 1     |  |         |         |         |         |   |   |   |
|  |                   |                   |                   |                   |   |       | ماميلودي صن داونز | ماميلودي صن داونز | 1           | 0           | 1     |  |         |         |         |         |   |   |   |
|  |                   | الأهلي            | الأهلي            | 0                 | 0 | 0     |                   |                   |             |             |       |  |         |         |         |         |   |   |   |
|  | سيمبا             | سيمبا             | الأهلي            | 0                 | 0 | 0     | 2                 | 1                 | 3           |             |       |  |         |         |         |         |   |   |   |
|  | سيمبا             | سيمبا             |                   |                   |   |       | 2                 | 1                 | 3           |             |       |  |         |         |         |         |   |   |   |
|  | الأهلي (أ.خ.د)    | الأهلي (أ.خ.د)    | 2                 | 1                 | 3 |       |                   |                   |             |             |       |  |         |         |         |         |   |   |   |
|  |                   |                   |                   |                   |   |       |                   |                   |             |             |       |  |         |         | الوداد  | الوداد  | 2 | 0 | 2 |
|  |                   |                   | ماميلودي صن داونز | ماميلودي صن داونز | 1 | 2     | 3                 |                   |             |             |       |  |         |         |         |         |   |   |   |
|  | إنييمبا           | إنييمبا           | 0                 | 0                 | 0 |       |                   |                   |             |             |       |  |         |         |         |         |   |   |   |
|  | الوداد            | الوداد            | 1                 | 3                 | 4 |       |                   |                   |             |             |       |  |         |         |         |         |   |   |   |
|  | الوداد            | الوداد            | 1                 | 3                 | 4 |       | الوداد            | الوداد            | 1           | 0           | 1 (5) |  |         |         |         |         |   |   |   |
|  |                   |                   |                   |                   |   |       | الوداد            | الوداد            | 1           | 0           | 1 (5) |  |         |         |         |         |   |   |   |
|  |                   | الترجي            | الترجي            | 0                 | 1 | 1 (4) |                   |                   |             |             |       |  |         |         |         |         |   |   |   |
|  | تي بي مازيمبي     | تي بي مازيمبي     | الترجي            | 0                 | 1 | 1 (4) | 1                 | 0                 | 1           |             |       |  |         |         |         |         |   |   |   |
|  | تي بي مازيمبي     | تي بي مازيمبي     |                   |                   |   |       | 1                 | 0                 | 1           |             |       |  |         |         |         |         |   |   |   |
|  | الترجي            | الترجي            | 0                 | 3                 | 3 |       |                   |                   |             |             |       |  |         |         |         |         |   |   |   |

## ربع النهائي
أجريت قرعة الدور ربع النهائي في 2 سبتمبر 2023.
أُقيمت مباريات الذهاب أيام 20 و21 و22 أكتوبر، ينما أقيمت مباريات الإياب أيام 24 و26 أكتوبر 2023.
| الفريق الأول  | إجم.        | الفريق الثاني | مباراة الذهاب | مباراة الإياب |
| ------------- | ----------- | ------------- | ------------- | ------------- |
| سيمبا         | 3–3 (أ.خ.د) | الأهلي        | 2–2           | 1–1           |
| تي بي مازيمبي | 1–3         | الترجي        | 1–0           | 0–3           |
| إنييمبا       | 0–4         | الوداد        | 0–1           | 0–3           |
| بترو إتليتيكو | 0–2         | صن داونز      | 0–2           | 0–0           |

| سيمبا                     | 2–2   | الأهلي                   |
| ------------------------- | ----- | ------------------------ |
| - دينيس 53' - كانوتيه 59' | تقرير | - سليم 45+1' - كهربا 63' |

| الأهلي      | 1–1   | سيمبا         |
| ----------- | ----- | ------------- |
| - كهربا 76' | تقرير | - كانوتيه 68' |

3–3 في مجموع المباراتين. فاز الأهلي بفضل قانون الأهداف خارج الديار.
| تي بي مازيمبي | 1–0   | الترجي |
| ------------- | ----- | ------ |
| - فوفانا 11'  | تقرير |        |

| الترجي                                | 3–0   | تي بي مازيمبي |
| ------------------------------------- | ----- | ------------- |
| - الوهابي 45' - بوقرة 76' - توغاي 86' | تقرير |               |

فاز الترجي 3–1 في مجموع المباراتين.
| إنييمبا | 0–1   | الوداد              |
| ------- | ----- | ------------------- |
|         | تقرير | - جبران 39' (ركلة.) |

| الوداد                                   | 3–0   | إنييمبا |
| ---------------------------------------- | ----- | ------- |
| - العملود 4' - حركاس 38' - عطية الله 43' | تقرير |         |

فاز الوداد 4–0 في مجموع المباراتين.
| بترو إتليتيكو | 0–2   | صن داونز                  |
| ------------- | ----- | ------------------------- |
|               | تقرير | - أليندي 67' - ماسيكو 80' |

| صن داونز | 0–0   | بترو إتليتيكو |
| -------- | ----- | ------------- |
|          | تقرير |               |

فاز ماميلودي صنداونز 2–0 في مجموع المباراتين.

## نصف النهائي
أُقيمت مباريات الذهاب في 29 أكتوبر، بينما أُقيمت مباريات الإياب في 1 نوفمبر 2023.
| الفريق الأول | إجم.         | الفريق الثاني | مباراة الذهاب | مباراة الإياب |
| ------------ | ------------ | ------------- | ------------- | ------------- |
| صن داونز     | 1–0          | الأهلي        | 1–0           | 0–0           |
| الوداد       | 1–1 (5–4 ج.) | الترجي        | 1–0           | 0–1           |

| صن داونز     | 1–0   | الأهلي |
| ------------ | ----- | ------ |
| - ماسيكو 52' | تقرير |        |

| الأهلي | 0–0   | صن داونز |
| ------ | ----- | -------- |
|        | تقرير |          |

فاز ماميلودي صنداونز 1–0 في مجموع المباراتين.
| الوداد        | 1–0   | الترجي |
| ------------- | ----- | ------ |
| - بوسفيان 58' | تقرير |        |

| الترجي                                          | 1–0   | الوداد                                         |
| ----------------------------------------------- | ----- | ---------------------------------------------- |
| - رودريغيز 66'                                  | تقرير |                                                |
| ركلات الترجيح                                   |       |                                                |
| - مرياح - رودريغيز - الدربالي - بوشنيبة - توغاي | 4–5   | - جبران - العملود - أبو الفتح - أوناجم - سامبو |

بعد انتهاء مباراتي الذهاب والإياب بنتيجة 1-1. فاز الوداد على الترجي 5–4 بركلات الترجيح.

## النهائي
ستقام مباراة الذهاب في 5 نوفمبر، بينما ستقام مباراة الإياب في 11 نوفمبر 2023.
| الفريق الأول | إجم. | الفريق الثاني | مباراة الذهاب | مباراة الإياب |
| ------------ | ---- | ------------- | ------------- | ------------- |
| الوداد       | 2–3  | صن داونز      | 2–1           | 0–2           |

| الوداد                          | 2–1   | ماميلودي صن داونز    |
| ------------------------------- | ----- | -------------------- |
| - كويتزي 41' (ه.ذ.) - سرغات 78' | تقرير | - بوطويل 74' (ركلة.) |

| ماميلودي صن داونز             | 2–0   | الوداد |
| ----------------------------- | ----- | ------ |
| - شالوليلي 45+3' - موديبا 53' | تقرير |        |

فاز ماميلودي صن داونز بنتيجة 3–2 في مجموع المباراتين.

## روابط خارجية
- الموقع الرسمي للاتحاد الإفريقي لكرة القدم
- الموقع الرسمي للدوري الإفريقي